# Byumba
Byumba è un settore (imirenge) del Ruanda, parte della Provincia Settentrionale e capoluogo del distretto di Gicumbi.
La città si trova a circa 60 chilometri (37 mi) a nord della capitale Kigali. Tale luogo è situato approssimativamente a 30 chilometri (19 mi) a sud del confine internazionale con l'Uganda a Gatuna.

## Attività economiche
La Banque Populaire du Rwanda (BPR) ha una succursale a Byumba.